# Félix de Gerona
Félix de Gerona (Felio, Feliu o Felice, el Africano) fue un mártir gerundense que murió durante la última persecución de Diocleciano contra los cristianos, en el año 304.

## Primeros años
Félix era un seglar de procedencia africana que habría predicado el Evangelio y la fe cristiana en Gerona y que aceptó hasta sus últimas consecuencias su compromiso. Se conoce su amistad con Cucufato, mártir en Barcelona. 

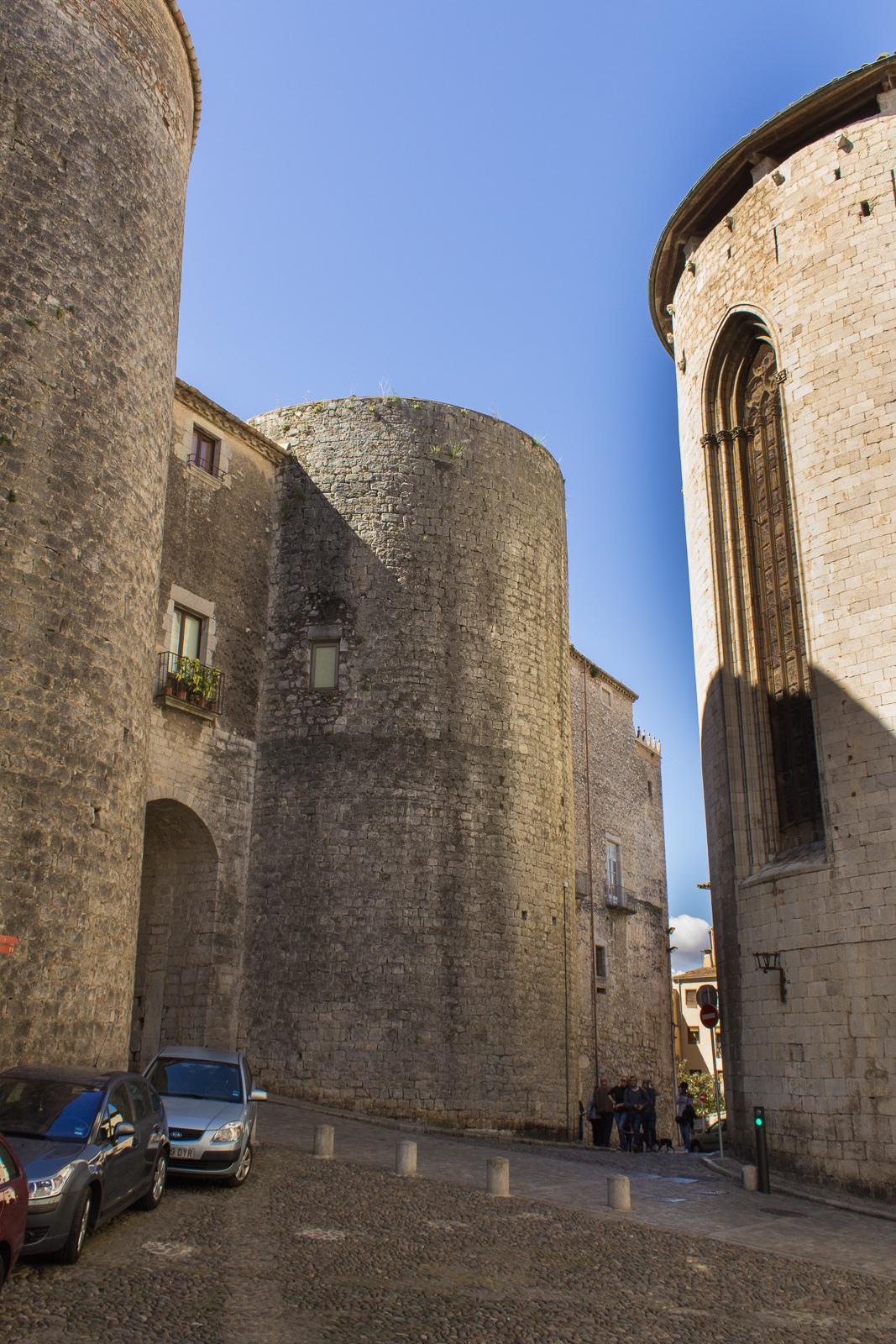
Muralla de Gerona, puerta llamada "Sobreportes". La calle de acceso (Pujada del Rei Martí o calle del Llop) sigue la traza de la Via Augusta a su entrada en la ciudad desde el norte. El edificio de la derecha, fuera de las murallas, es el ábside central de la iglesia de San Félix en cuyo interior se situaría el lugar original del martyrium y la tumba de San Félix.

## Martirio

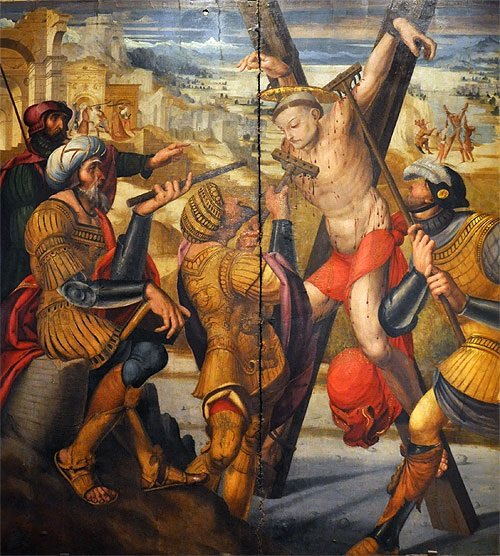
Crucifixión de San Félix. Retablo del santo pintado por Joan de Borgunya, en 1518-1521. Museo de Arte de Girona, Girona

En febrero del año 303, Diocleciano dio la orden de exterminar a los cristianos en lo que sería la última de las grandes persecuciones contra el cristianismo en el Imperio romano. Las autoridades romanas detuvieron a Félix y seguramente se le pidió adorar a los dioses, apostatar públicamente de sus creencias. Al negarse fue condenado a muerte pero se desconocen las circunstancias precisas de su martirio. Se supone que ocurrió el 1 de agosto de 304 y refleja la existencia de una comunidad cristiana en Gerunda

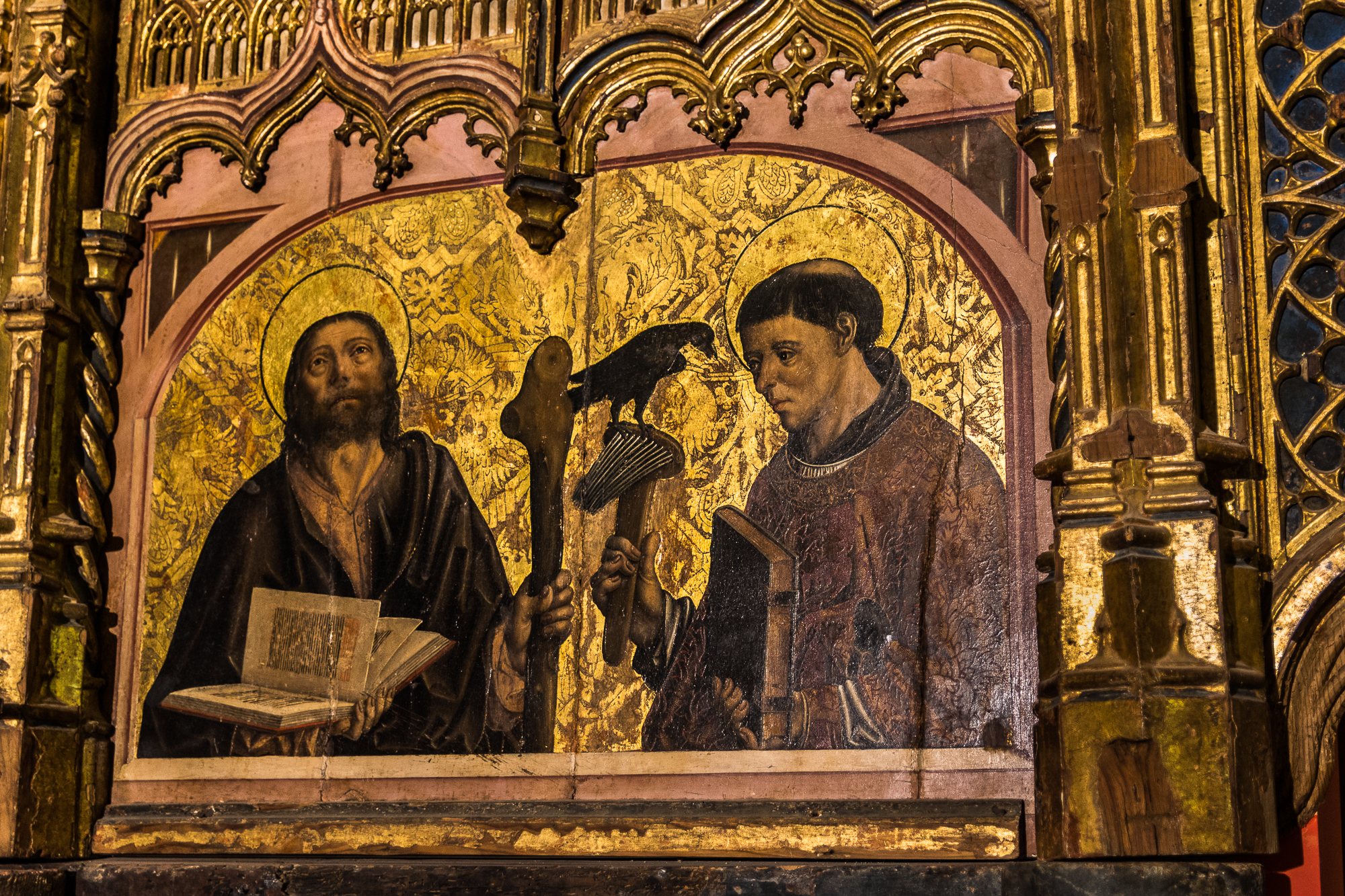
Representación de San Félix el Africano. Detalle del retablo de la iglesia de San Lorenzo El Real (Toro, Zamora) que muestra a San Félix el Africano.

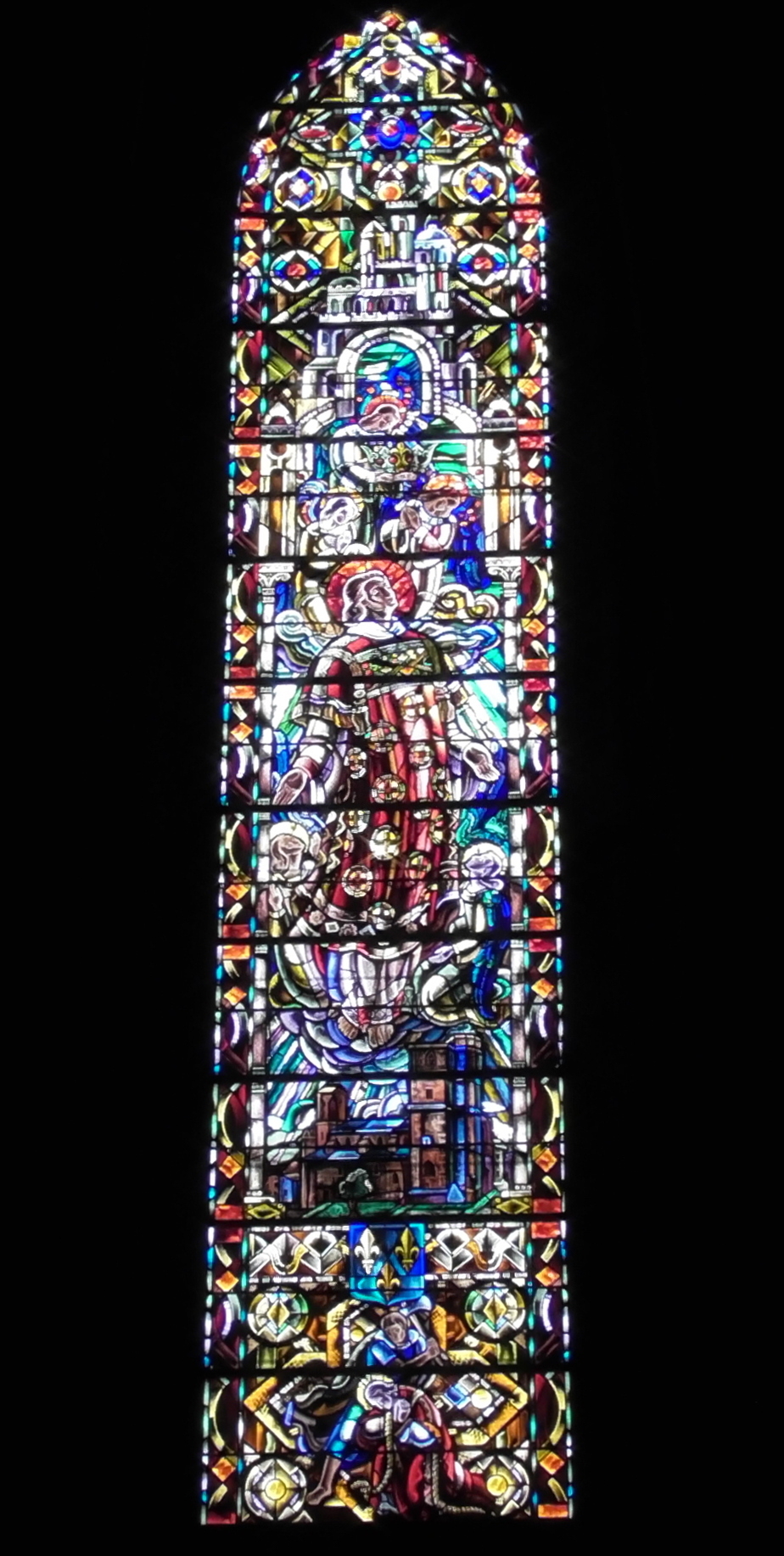
Representación de San Félix el Africano. Vidriera de la iglesia de San Félix en la localidad francesa de Lézignan-Corbières

Félix fue enterrado en un cementerio que existía a las afueras del recinto amurallado de Gerunda, al lado del actual portal de Sobrepuertas que abre la Vía Augusta desde el norte. Su tumba, visitada por los devotos, se convirtió pronto en un lugar de peregrinación y para protegerla se construyó una edificación, martyrium o pequeño santuario. A partir de este martyrium se construyó una primera iglesia románica que constituyó el origen de la actual basílica de San Félix y su ubicación original correspondería al actual presbiterio. Por tanto la iglesia de San Félix es el templo cristiano más antiguo de la ciudad de Gerona y fue su catedral hasta la consagración de la catedral de Santa María de Gerona en el siglo XI.

## Devoción
El testimonio más antiguo que se conserva del culto a San Félix en la ciudad de Gerona se encuentra en unos versos del poeta Aurelio Prudencio que forman parte de su poema “Peristephanon”, escrito en los primeros años del siglo V. En el himno IV, versos 29-30, se cita: “Parva Felicis decus exhibebit / artubus sanctis locuples Gerunda”, la pequeña Gerona, rica en santas reliquias, presentará la gloria de San Félix.
El esplendor que alcanzó el culto a San Félix está documentado por el obispo e historiador Julián de Toledo (642-690). En su crónica sobre el reinado del rey Wamba y, en concreto, sobre la sublevación de su general Paulo, comenta que el rey Recaredo (559-601) había donado al final del siglo VI una corona votiva de oro al sepulcro de San Félix, corona que el rebelde Paulo, durante la revuelta que dirigió contra su rey Wamba (673), robó y ciñó a su cabeza en el momento de autoproclamarse Rex Orientalis. Esta corona fue retornada posteriormente por Wamba al sepulcro de San Félix el 2 de septiembre de 673.
Fuera de Gerona el culto al mártir Félix fue importante en la época visigoda como lo demuestra la existencia de basílicas dedicadas al santo gerundense en diversos lugares de Hispania, Galia y el Norte de África. La más antigua se ha documentado en Narbona por el obispo e historiador Gregorio de Tours (538-599) y fue levantada el año 455 en época de Alarico II. El mismo obispo cita el culto al santo en la ciudad de Tours. La iglesia de Lézignan-Corbières, cerca de Narbona, también está dedicada al santo y el ábside contiene una gran vidriera que representa su vida.
En las localidades de Mezloug y Guelma, en la actual Argelia, se han localizado dos lápidas de los siglos V-VI en las cuales se hace referencia a las reliquias de un mártir llamado Félix, que podrían ser un probable testimonio de la difusión del culto al santo gerundense en esta área geográfica.
En Hispania las muestras de difusión de este culto son más tardías. En Játiva, entre los siglos VI y VII se construyó una basílica dedicada a San Félix. En Guadix se sabe, por el texto de una inscripción, que en el año 652 se consagró una basílica en la que se depositaron reliquias de muchos santos, entre las cuales estaban las de “Sancti Felici Gerundensis”. En la zona de Toledo aparecieron, en el siglo VII, dos monasterios que se pusieron bajo la advocación de San Félix: uno en la localidad de Totanés y el otro en la villa de Caba. También está documentado el culto al mártir gerundense en el monasterio de San Félix de Visonia, fundado por Fructuoso, obispo de Braga en la comarca de El Bierzo. 
El retablo mayor de la iglesia de San Lorenzo El Real (Toro), de Fernando Gallego (1440-1507), contiene una representación de San Félix el Africano en su tabla inferior derecha, en la que aparece junto a Santiago Alfeo.
El martirio de San Félix de Gerona se conmemora el día 1 de agosto, de acuerdo con el Martirologio de la Iglesia Católica: “S. Felice. A Gerona in Spagna, ricordo di S. Felice, martire durante la persecuzione dell'imperatore Diocleziano”